# Château de Quart
Le château de Quart est un château médiéval, situé sur la commune de Quart en Vallée d'Aoste.

## Historique
Les premiers documents placent son origine à la fin du XIIe siècle, vers 1185.
Il doit son nom à la famille de Quart, qui tient le lieu jusqu'en 1377, date de la mort de Henri de Quart, dernier représentant de cette famille à habiter le château. En 1185, Jacques de la Porte Saint-Ours (1172-1219) déplace le siège de sa seigneurie à Quart, et par sa volonté, la construction de l'actuel château sur la colline est commencée. Son fils et héritier Zacharie, dit Jacques II, père de l'évêque d'Aoste Émeric Ier de Quart, prend le titre de seigneur de Quart. 
- 1377, le château et le fief passent entre les mains des Savoie qui le cèdent en 1550 à Philibert Laschis, qui à son tour le revend presque immédiatement aux Balbis.
- Au XVIIe siècle, le château appartient d’abord au comte Nicolas Coardo, puis aux Perron de Saint-Martin qui en font don à la commune de Quart en 1800[2].

## Architecture
Le château est constitué d'un ensemble de bâtiments répartis dans une enceinte fortifiée qui suit le relief d’un éperon rocheux.
Le donjon installé sur le point le plus élevé du rocher, la disposition fonctionnelle de chaque bâtiment, la présence de la chapelle et le dédale de ruelles attestent d’une construction fortifiée de type primitif ou germanique, même si les saillies architecturales actuelles appartiennent à des époques plus récentes.

## Informations complémentaires
Le site est public mais n'est actuellement pas ouvert à la visite pour cause de restaurations. Le lieu n'est pas accessible aux personnes à mobilité réduite.

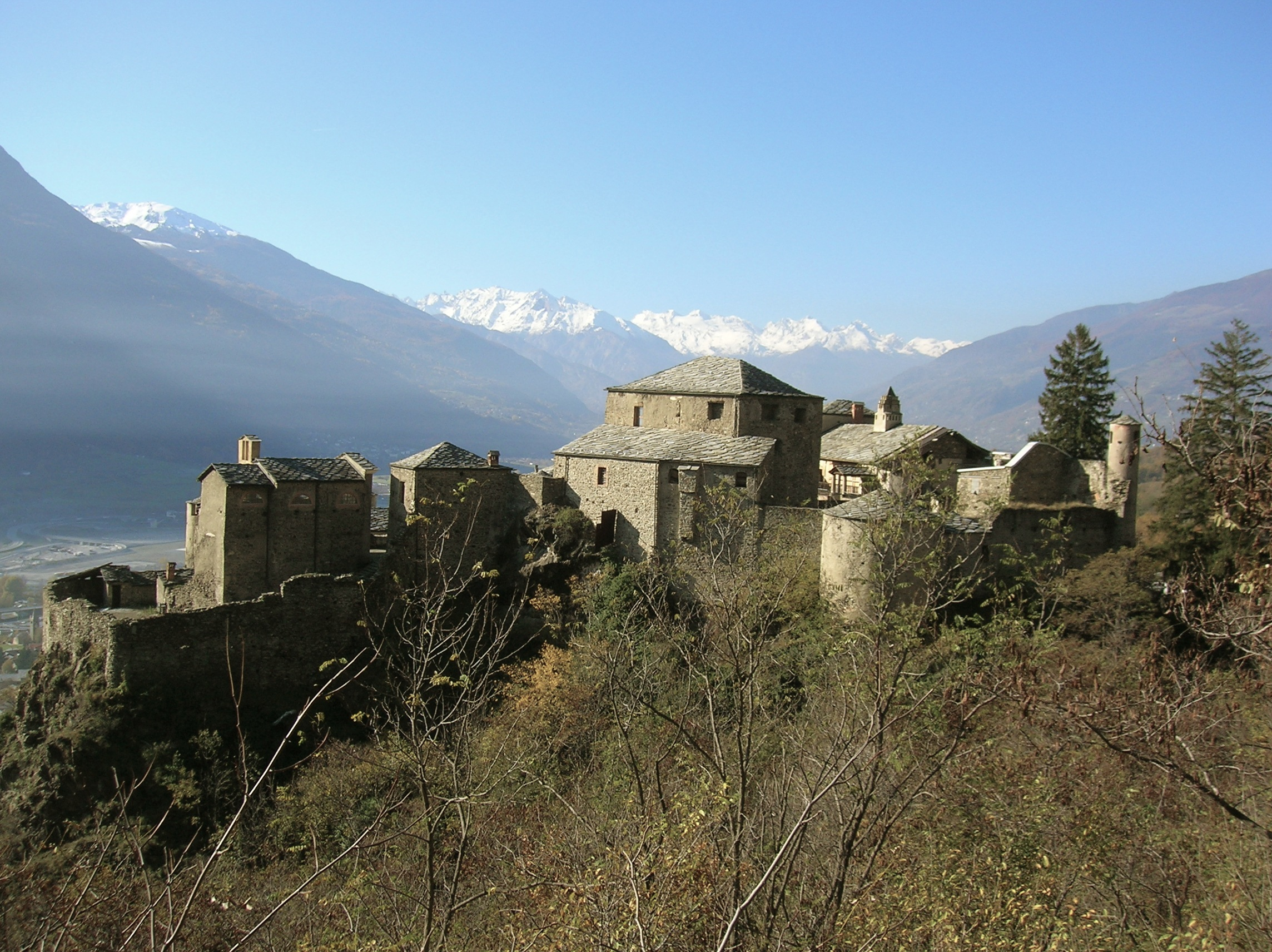
Façade Sud-Est du château
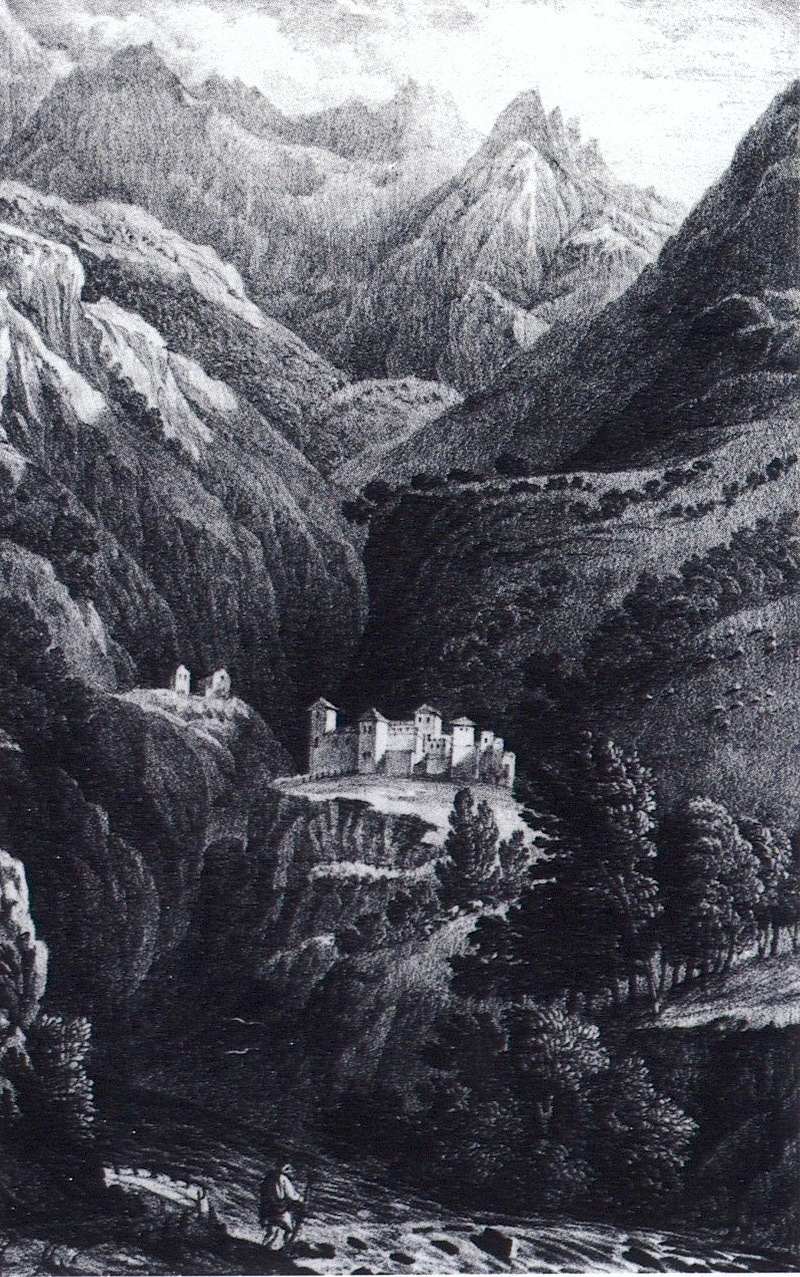
Lithographie du Château de Quart, 1822-23
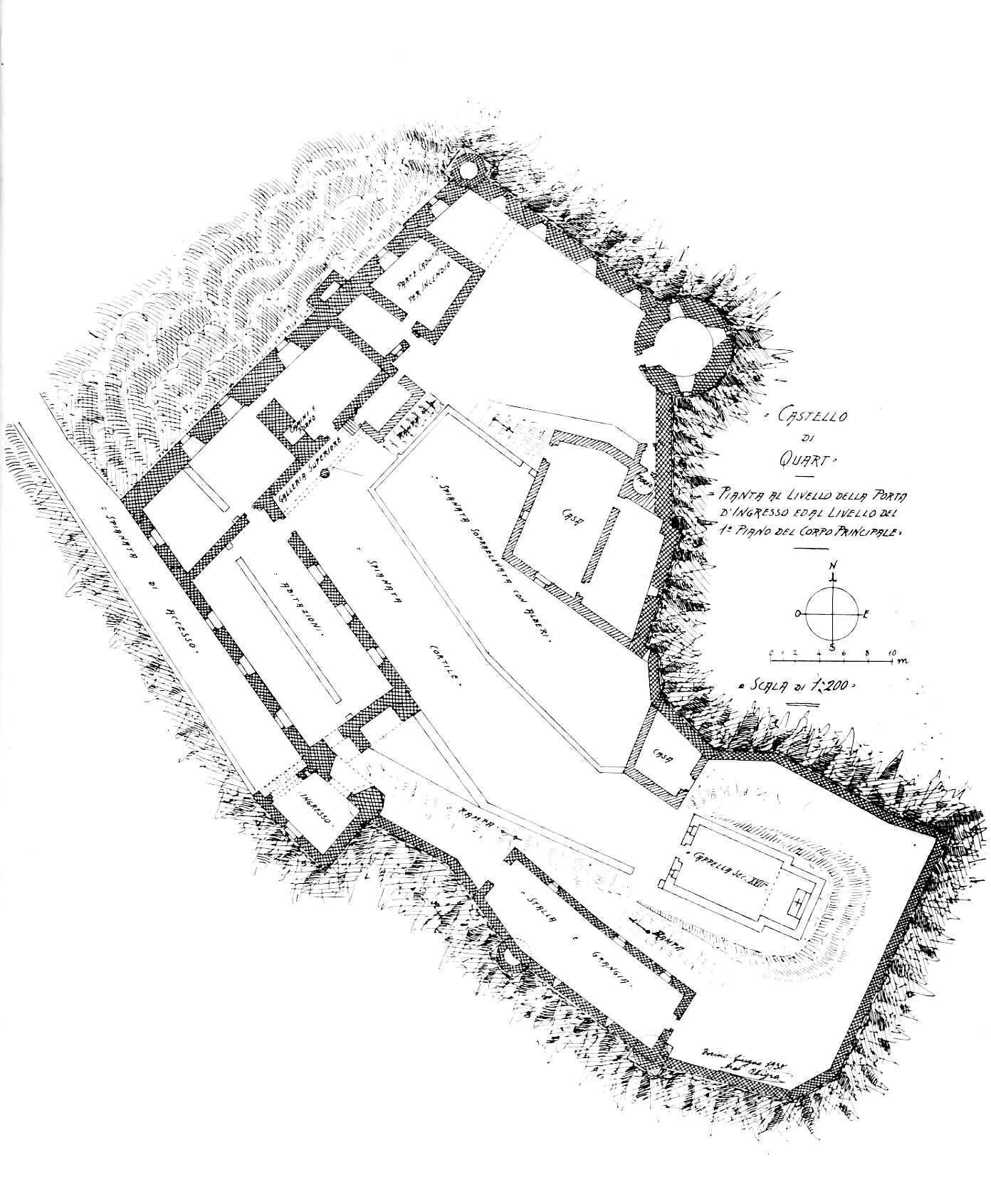
Plan du château
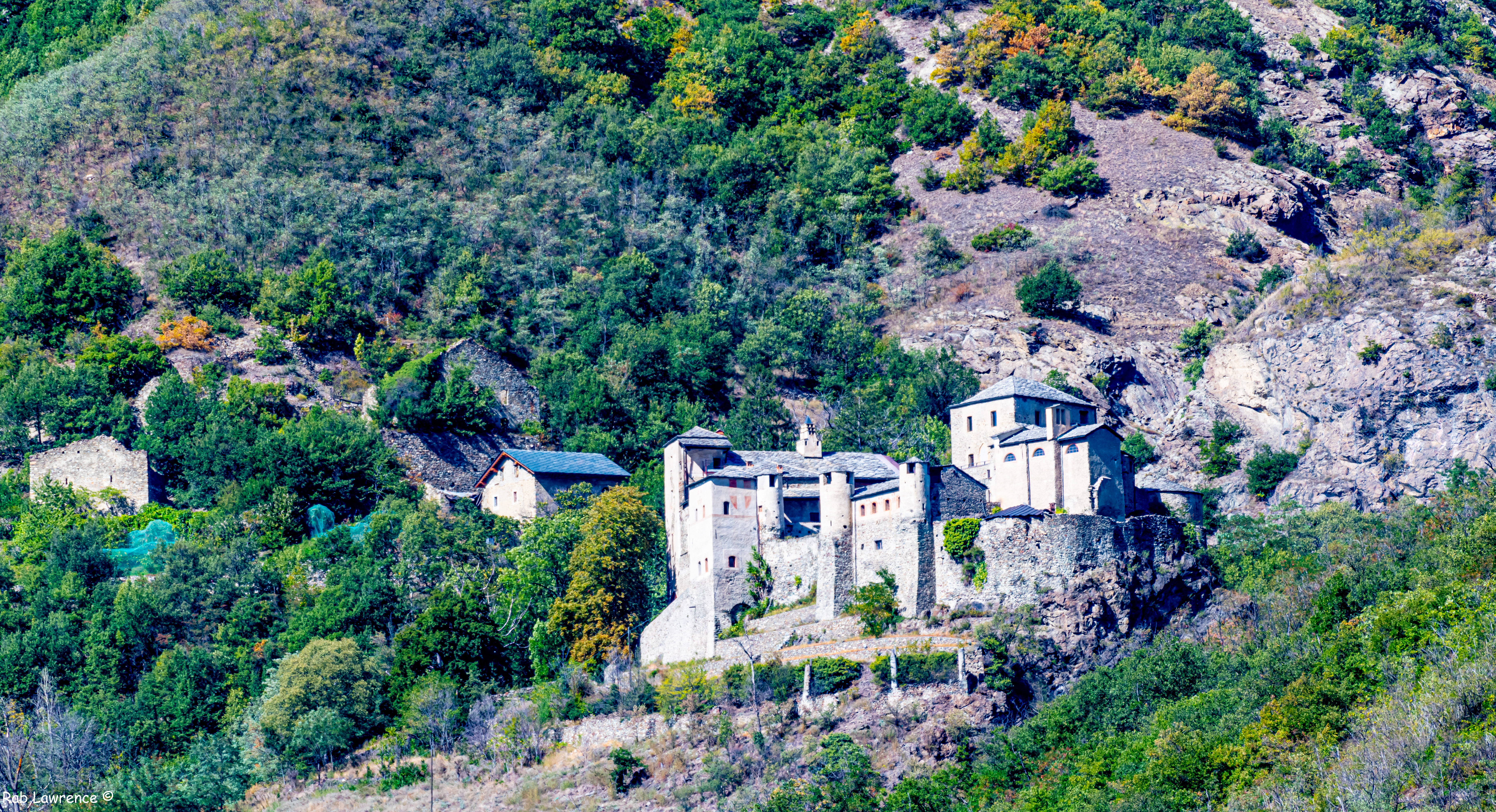
Vue générale depuis la vallée